# Championnat d'Argentine de football 1977
Navigation
Saison précédente Saison suivante
La saison 1977 du Championnat d'Argentine de football était la 47e édition professionnelle de la première division argentine.
La saison argentine comporte 2 championnats. Dans le championnat Metropolitano, les 23 clubs sont regroupés en une pouloe unique où chaque formation rencontre deux fois tous ses adversaires, à domicile et à l'extérieur. Le championnat Nacional regroupe les mêmes clubs ainsi que les 9 meilleurs clubs des championnats régionaux, les équipes sont réparties en 4 poules où elles s'affrontent deux fois. Le premier de chaque poule participent à la phase finale pour le titre. Il peut donc y avoir 2 champions par saison.
Cette saison voit la victoire de River Plate, dans le championnat Metropolitano, c'est le 17e titre de champion d'Argentine de l'histoire du club. Quant au championnat Nacional, il est remporté par le Independiente, sacré pour la 11e fois.

## Les 23 clubs participants
| \| Bs Aires La Plata Santa Fe Rosario \| Villes représentées lors de la saison 1977 (Championnat Metropolitano) |
| Bs Aires La Plata Santa Fe Rosario                                                                              |

- Boca Juniors
- San Lorenzo de Almagro
- Ferro Carril Oeste
- River Plate
- Racing Club
- Independiente
- Rosario Central
- Gimnasia y Esgrima (La Plata)
- Huracán
- Temperley
- Quilmes
- Chacarita Juniors
- Vélez Sársfield
- Argentinos Juniors
- Estudiantes (La Plata)
- Atlanta
- Newell's Old Boys (Rosario)
- All Boys
- Banfield
- Colón (Santa Fe)
- Unión (Santa Fe)
- Platense - Promu de Segunda División
- Lanús - Promu de Segunda División

## Première phase

### Championnat Metropolitano
Tous les classements sont établis en utilisant le barème suivant :
- Victoire : 2 points
- Match nul : 1 point
- Défaite, forfait ou abandon : 0 point

| Rang | Équipe                        | Pts | J  | G  | N  | P  | Bp | Bc | Diff |
| ---- | ----------------------------- | --- | -- | -- | -- | -- | -- | -- | ---- |
| 1    | River Plate                   | 63  | 44 | 25 | 13 | 6  | 83 | 46 | +37  |
| 2    | Independiente                 | 61  | 44 | 23 | 15 | 6  | 82 | 47 | +35  |
| 3    | Vélez Sársfield               | 56  | 44 | 19 | 18 | 7  | 65 | 48 | +17  |
| 4    | Boca Juniors 'T' (CL)         | 53  | 44 | 22 | 9  | 13 | 67 | 45 | +22  |
| 5    | Colón (Santa Fe)              | 53  | 44 | 20 | 13 | 11 | 74 | 57 | +17  |
| 6    | Rosario Central               | 52  | 44 | 19 | 14 | 11 | 60 | 35 | +25  |
| 7    | Newell's Old Boys (Rosario)   | 46  | 44 | 17 | 12 | 15 | 69 | 58 | +11  |
| 8    | Huracán                       | 44  | 44 | 14 | 16 | 14 | 56 | 59 | -3   |
| 9    | Argentinos Juniors            | 43  | 44 | 14 | 15 | 15 | 61 | 61 | 0    |
| 10   | Unión (Santa Fe)              | 42  | 44 | 12 | 18 | 14 | 57 | 55 | +2   |
| 11   | Estudiantes (La Plata)        | 42  | 44 | 13 | 16 | 15 | 60 | 61 | -1   |
| 12   | Banfield                      | 41  | 44 | 13 | 15 | 16 | 48 | 50 | -2   |
| 13   | Racing Club                   | 41  | 44 | 13 | 15 | 16 | 43 | 47 | -4   |
| 14   | San Lorenzo de Almagro        | 41  | 44 | 14 | 13 | 17 | 46 | 56 | -10  |
| 15   | Gimnasia y Esgrima (La Plata) | 40  | 44 | 15 | 10 | 19 | 75 | 76 | -1   |
| 16   | Chacarita Juniors             | 40  | 44 | 12 | 16 | 16 | 53 | 62 | -9   |
| 17   | Atlanta                       | 40  | 44 | 15 | 10 | 19 | 52 | 65 | -13  |
| 18   | Quilmes                       | 40  | 44 | 12 | 16 | 16 | 51 | 64 | -13  |
| 19   | All Boys                      | 39  | 44 | 11 | 17 | 16 | 50 | 67 | -17  |
| 20   | Platense P                    | 38  | 44 | 10 | 18 | 16 | 48 | 66 | -18  |
| 21   | Lanús P                       | 38  | 44 | 11 | 16 | 17 | 43 | 54 | -11  |
| 22   | Temperley                     | 36  | 44 | 13 | 10 | 21 | 56 | 75 | -19  |
| 23   | Ferro Carril Oeste            | 23  | 44 | 5  | 13 | 26 | 50 | 95 | -45  |

|  | Qualification pour la Copa Libertadores 1978                                                    |
|  | Participation au barrage de relégation                                                          |
|  | Relégation directe en Segunda Division                                                          |
|  | T : Tenant du titre P : Promu de Segunda Division (CL) : Vainqueur de la Copa Libertadores 1977 |

#### Barrage de relégation
Le Platense et le Lanús, les deux clubs promus de Segunda Division, ont terminé à égalité à la 20e place, la dernière de non-relégable. Les deux formations doivent disputer un match de barrage sur terrain neutre pour connaître laquelle sera reléguée en fin de saison.
| Équipe 1 | Résultat        | Équipe 2 |
| -------- | --------------- | -------- |
| Platense | 0 - 0 8 - 7 tab | Lanús    |

## Deuxième phase

### Championnat Nacional
| \| Bs Aires La Plata Rosario Santa Fe Córdoba Salta Cdte.Otamendi Jujuy Mendoza Tucumán LG San Martín Cipolletti San Juan Resistencia \| Villes représentées lors de la saison 1977 (Championnat Nacional) |
| Bs Aires La Plata Rosario Santa Fe Córdoba Salta Cdte.Otamendi Jujuy Mendoza Tucumán LG San Martín Cipolletti San Juan Resistencia                                                                         |

Tous les clubs ayant participé au championnat Metropolitano (excepté les 3 relégués) et les 12 meilleures équipes régionales sont réparties en quatre poules où les clubs s'affrontent deux fois, à domicile et à l'extérieur. Le premier de chaque poule est qualifié pour la phase finale pour le titre.

#### Poule A
| Rang | Équipe                            | Pts | J  | G | N  | P | Bp | Bc | Diff |
| ---- | --------------------------------- | --- | -- | - | -- | - | -- | -- | ---- |
| 1    | Newell's Old Boys (Rosario)       | 21  | 14 | 8 | 5  | 1 | 33 | 11 | +22  |
| 2    | San Lorenzo de Almagro            | 17  | 14 | 5 | 7  | 2 | 20 | 14 | +6   |
| 3    | Independiente Rivadavia (Mendoza) | 17  | 14 | 6 | 5  | 3 | 24 | 20 | +4   |
| 4    | Gimnasia y Esgrima (La Plata)     | 15  | 14 | 4 | 7  | 3 | 21 | 21 | 0    |
| 5    | San Martín (Tucumán)              | 14  | 14 | 2 | 10 | 2 | 18 | 18 | 0    |
| 6    | Estudiantes (Caseros)             | 12  | 14 | 3 | 6  | 5 | 15 | 22 | -7   |
| 7    | Banfield                          | 10  | 14 | 3 | 4  | 7 | 17 | 28 | -11  |
| 8    | Círculo Deportivo (Cdte.Otamendi) | 6   | 14 | 1 | 4  | 9 | 7  | 21 | -14  |

|  | Qualification pour la phase finale |

#### Poule B
| Rang | Équipe                 | Pts | J  | G  | N | P  | Bp | Bc | Diff |
| ---- | ---------------------- | --- | -- | -- | - | -- | -- | -- | ---- |
| 1    | Estudiantes (La Plata) | 22  | 14 | 10 | 2 | 2  | 32 | 13 | +19  |
| 2    | Boca Juniors T         | 17  | 14 | 7  | 3 | 4  | 22 | 16 | +6   |
| 3    | Rosario Central        | 16  | 14 | 7  | 2 | 5  | 20 | 13 | +7   |
| 4    | Los Andes (San Juan)   | 16  | 14 | 6  | 4 | 4  | 22 | 19 | +3   |
| 5    | Quilmes                | 14  | 14 | 5  | 4 | 5  | 10 | 15 | -5   |
| 6    | Cipolletti (Rio Negro) | 13  | 14 | 6  | 1 | 7  | 20 | 26 | -6   |
| 7    | Chacarita Juniors      | 9   | 14 | 4  | 1 | 9  | 20 | 26 | -6   |
| 8    | Central Norte (Salta)  | 5   | 14 | 2  | 1 | 11 | 14 | 32 | -18  |

|  | Qualification pour la phase finale |
|  | T : Tenant du titre                |

#### Poule C
| Rang | Équipe                     | Pts | J  | G | N | P | Bp | Bc | Diff |
| ---- | -------------------------- | --- | -- | - | - | - | -- | -- | ---- |
| 1    | Talleres (Córdoba)         | 20  | 14 | 9 | 2 | 3 | 27 | 20 | +7   |
| 2    | Racing Club                | 17  | 14 | 6 | 5 | 3 | 22 | 12 | +10  |
| 3    | River Plate                | 15  | 14 | 7 | 1 | 6 | 32 | 15 | +17  |
| 4    | Vélez Sársfield            | 15  | 14 | 6 | 3 | 5 | 27 | 24 | +3   |
| 5    | Platense P                 | 14  | 14 | 5 | 4 | 5 | 25 | 25 | 0    |
| 6    | Sarmiento (Resistencia)    | 12  | 14 | 4 | 4 | 6 | 18 | 29 | -11  |
| 7    | Colón (Santa Fe)           | 11  | 14 | 4 | 3 | 7 | 22 | 29 | -7   |
| 8    | Gimnasia y Esgrima (Jujuy) | 8   | 14 | 3 | 2 | 9 | 7  | 26 | -19  |

|  | Qualification pour la phase finale |
|  | P : Promu de Segunda Division      |

#### Poule D
| Rang | Équipe                   | Pts | J  | G  | N | P | Bp | Bc | Diff |
| ---- | ------------------------ | --- | -- | -- | - | - | -- | -- | ---- |
| 1    | Independiente            | 21  | 14 | 10 | 1 | 3 | 30 | 13 | +17  |
| 2    | Belgrano (Córdoba)       | 19  | 14 | 8  | 3 | 3 | 25 | 18 | +7   |
| 3    | Huracán                  | 15  | 14 | 6  | 3 | 5 | 25 | 23 | +2   |
| 4    | Atlanta                  | 13  | 14 | 5  | 3 | 6 | 14 | 15 | -1   |
| 5    | Argentinos Juniors       | 13  | 14 | 5  | 3 | 6 | 18 | 21 | -3   |
| 6    | Unión (Santa Fe)         | 12  | 14 | 4  | 4 | 6 | 20 | 23 | -3   |
| 7    | Atlético Ledesma (Jujuy) | 10  | 14 | 3  | 4 | 7 | 13 | 21 | -8   |
| 8    | All Boys                 | 9   | 14 | 3  | 3 | 8 | 19 | 30 | -11  |

|  | Qualification pour la phase finale |

#### Phase finale
|  | Demi-finales                | Demi-finales       | Demi-finales |                       |   | Finale | Finale | Finale |  |
|  |                             |                    |              |                       |   |        |        |        |  |
|  | 14 et 18 janvier 1978       |                    |              |                       |   |        |        |        |  |
|  |                             |                    |              |                       |   |        |        |        |  |
|  | Estudiantes (La Plata)      | 1                  | 1            |                       |   |        |        |        |  |
|  | Estudiantes (La Plata)      | 1                  | 1            | 21 et 25 janvier 1978 |   |        |        |        |  |
|  | Independiente               | 1                  | 3            |                       |   |        |        |        |  |
|  | Independiente               | 1                  | 3            | Independiente         | 1 | 2e     |        |        |  |
|  | 14 et 18 janvier 1978       |                    |              | Independiente         | 1 | 2e     |        |        |  |
|  |                             | Talleres (Córdoba) | 1            | 2                     |   |        |        |        |  |
|  | Talleres (Córdoba)          | Talleres (Córdoba) | 1            | 2                     | 1 | 1      |        |        |  |
|  | Talleres (Córdoba)          |                    |              |                       | 1 | 1      |        |        |  |
|  | Newell's Old Boys (Rosario) | 1                  | 0            |                       |   |        |        |        |  |

## Bilan de la saison
| Championnat d'Argentine de football 1977                             |                                                                              |
| Champion                                                             | Metropolitano : River Plate (17e titre) Nacional : Independiente (11e titre) |
| Qualifications continentales                                         |                                                                              |
| Copa Libertadores 1978                                               | Boca Juniors (tenant)                                                        |
| Copa Libertadores 1978                                               | River Plate                                                                  |
| Copa Libertadores 1978                                               | Independiente                                                                |
| Promotions et relégations                                            |                                                                              |
| Promus en Championnat d'Argentine de football                        | Estudiantes (Caseros)                                                        |
| Relégués en Championnat d'Argentine de football de deuxième division | Lanús                                                                        |
| Relégués en Championnat d'Argentine de football de deuxième division | Temperley                                                                    |
| Relégués en Championnat d'Argentine de football de deuxième division | Ferro Carril Oeste                                                           |